# فلوس (شرکت)
فلوس اس.پی.ای. (به ایتالیایی: FLOS S.p.A.) (از ریشهٔ لاتین: Fiore)؛ یک شرکت ایتالیایی است که در سال ۱۹۶۲ میلادی در مرانو تأسیس شد و متخصص در سیستم‌های روشنایی است.

## تاریخچه
زمانی که دینو گاوینا و چزاره کاسینا با آرتورو آیزنکیل (واردکنندۀ یک پوشش پلیمری نوآورانۀ تولید شده در ایالات متحدۀ آمریکا)، آغاز به همکاری کردند، این شرکت در مرانو به عنوان آزمایشگاهی کوچک متولد شد؛ که در آن مواد جدید، و تحقیقات سبک و عملکردی نوین آزمایش می‌شدند. در همان سال‌های نخست، این شرکت در ایتالیا و متعاقباً در سایر نقاط جهان، عمدتاً به لطف طراحان مهمی که آن را از ابتدا تا موزه‌های بین‌المللی در سراسر جهان همراهی کردند، به‌ ویژه موزهٔ هنر مدرن در نیویورک، شناخته شد: برادران کاستیلیونی، پیر جاکومو و آکیله و همینطور توبیا اسکارپا. فلوس نه تنها به دلیل نوآوری‌های سبکی خود، بلکه به دلیل معرفی موادی که تا آن زمان در فعالیت‌های تولیدی مورد توجه قرار نمی‌گرفتند، مانند پیله (شفیره) که فقط به عنوان مادۀ بسته‌بندی استفاده می‌شد، برجسته بود.
در سال ۱۹۶۴ میلادی، زمانی که دفتر مرکزی به بوتسو، در استان برشا منتقل شد، سرجو گاندینی ابتدا به عنوان عضو هیئت‌ مدیره و سپس به عنوان مدیر عامل تا زمانی که در سال ۱۹۹۹ میلادی به ریاست شرکت رسید، به فلوس پیوست.
دهۀ هفتاد میلادی سال‌های جوشش خلاقانه و کارآفرینی بزرگ برای فلوس بود. این شرکت رشد زیادی را تجربه کرد و اولین شعبۀ خود را در آلمان افتتاح کرد. در سال ۱۹۷۴ میلادی آرته‌لوچه (یک شرکت روشنایی تاریخی ایتالیایی) را خریداری کرد و در نتیجه چندین مدل طراحی شده توسط جینو سارفاتی (بنیانگذار آرته‌لوچه در سال ۱۹۳۶ میلادی) نیز تبدیل به بخشی از طیف محصولات فلوس شدند. در سال ۱۹۷۹ میلادی، با چراغ معلق پارانتزی توسط آکیله کاستیلیونی و پیو مانتسو، فلوس اولین جایزۀ پرگار طلای خود را از انجمن طراحی صنعتی (آ‌دی‌ای) دریافت کرد.
در دهۀ هشتاد میلادی، فلوس با فرم‌ها و مواد جدید تحربیاتی نمود و یک همکاری انحصاری طولانی را با فیلیپ استارک آغاز کرد که منجر به یک سری موفقیت‌های بین‌المللی شد (مانند: آرا و میس سیسی). همچنین چندین همکاری طولانی مدت با دیگر طراحان مشهور جهان وجود داشت. از میان بسیاری می‌توان آنتونیو چیتریو، جاسپر موریسون، مارک نیوسون و کنستانتین گرچیچ را به خاطر آورد.

در دهۀ نود میلادی، فلوس، «لایت کُنترکت» را به عنوان یک شرکت اسپین-آف تأسیس کرد، یک بخش تخصصی در تولید محصولات حرفه‌ای و سیستم‌های روشنایی برای فضاهای تجاری بزرگ. در سال ۱۹۹۴ میلادی او دومین جایزۀ پرگار طلا را به لطف دراپ۲ توسط مارک سدلر دریافت کرد، پس از آن جایزۀ سوم را در سال ۱۹۹۵ میلادی و چهارمین جایزه را در سال ۲۰۰۱ میلادی به لطف محصول می دی توسط کنستانتین گرچیچ به دست آورد. 

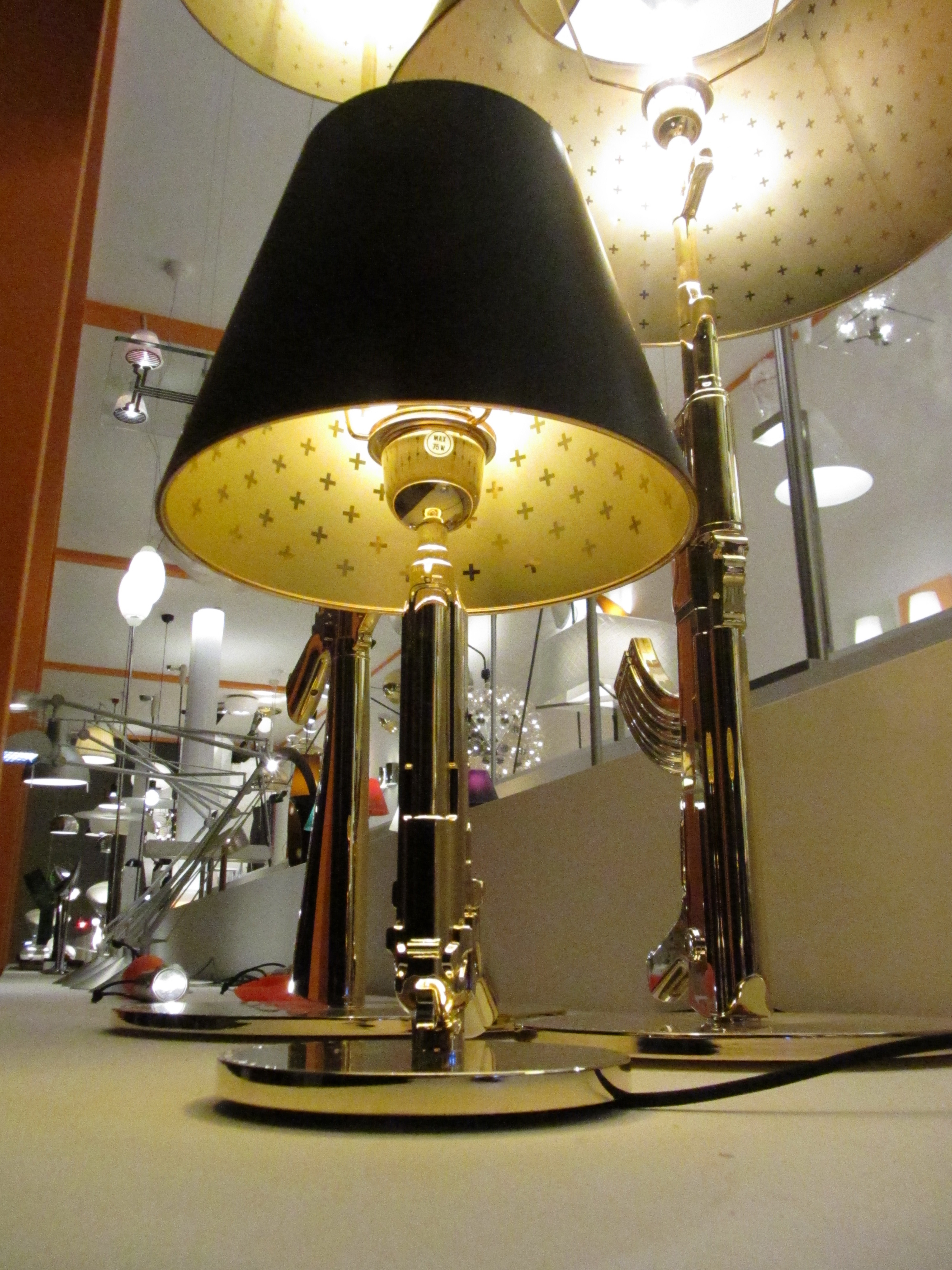
مجموعهٔ گان (خانوادهٔ چراغ‌هایی که توسط فیلیپ استارک در سال ۲۰۰۵ میلادی ایجاد شده است) در پنجاهمین سالگرد فلوس، در کاخ دائمی، میلان. به مناسبت نمایشگاه فوئوریسالونه ۲۰۱۲.

در سال ۲۰۰۵ میلادی، فلوس، شرکت آنتارس، یک شرکت اسپانیایی تولید لوازم روشنایی برای معماری (که اکنون با نام «فلوس آرکیتکچورال» شناخته می‌شود) را خریداری کرد. در سال ۲۰۰۷ میلادی فلوس «پروفشنال اسپیس» را در میلان افتتاح کرد تا به معماران و طراحان اجازه دهد تا به‌ طور مستقیم ویژگی‌های عملکرد و نور محصولات مختلف شرکت را تجربه کنند.
این شرکت که یکی از اعضای عادی انجمن تجاری ایتالیا آلتا گاما است، اولین ۵۰ سالگی خود را در سال ۲۰۱۲ میلادی در کاخ دائمی (پالاتسو دلا پرماننته) در میلان، به مناسبت نمایشگاه فوئوریسالونه ۲۰۱۲ جشن گرفت.
در سپتامبر ۲۰۱۴ میلادی، صندوق سرمایه‌گذاری خصوصی آندره‌آ بونومی، «اینوست‌اینداستریال»، ۸۰ درصد از فلوس را به دست آورد، با بقیۀ سرمایه، در اختیار خانواده‌های گاندینی و رودریکز، و فدریکو مارتینز وبر نیز شریک شدند. در سال ۲۰۱۵ میلادی، فلوس شرکت «لوکاس لایتینگ» مستقر در نیویورک را بر عهده گرفت. همچنین در همان سال، «ایتالیانا آرس» یک شرکت مستقر در بریانتسا متخصص در تولید وسایل روشنایی در فضای باز (بخشی که فلوس در آن حضور نداشت) را تصاحب کرد. مدیر آرس، آمبروجو استرانو که در رأس شرکت باقی‌ماند، سهامدار اقلیت فلوس شد.
در فوریۀ ۲۰۱۷ میلادی، فلوس با جیسون براکنبری برای خرید «کی‌کی‌دی‌سی» فرانسه، شرکت توزیع‌کنندۀ بازار فرانسه از کی‌کی‌دی‌سی کره‌ای، متخصص در تولید ال‌ای‌دی‌های خطی پیشرفته برای بخش معماری، توافق کرد. شرکت جدید نام «فلوس پروجکت» را به خود گرفت و براکنبری را به عنوان مدیر عامل شرکت گمارد.
از زمان ورود «کارلایل گروپ» به برنامۀ طراحی اینوست‌اینداستریال، شرکت «دیزاین هلدینگ» در سپتامبر ۲۰۱۸ میلادی به رهبری گابریله دل تورکیو متولد شد که شامل برندهایی است که قبلاً تحت کنترل اینوست‌اینداستریال بودند: فلوس، بی‌اندبی ایتالیا و لوئی پولسن دانمارکی. در دیزاین هلدینگ، دو صندوق سرمایه‌گذاری دارای سهام مساوی بودند در حالی که پیرو گاندینی (رئیس هلدینگ جدید و همچنین ابقاء در رأس فلوس) و خانوادۀ بوسنلی، بنیانگذاران بی‌اندبی، دارای سهام اقلیت بودند (جورجو بوسنلی به عنوان نایب رئیس شرکت تازه تأسیس منصوب شد).
در ماه مه ۲۰۱۹ میلادی پیرو گاندینی فلوس و دیزاین هولدینگ را به دلیل اختلاف نظرها ترک کرد. گابریله دل تورکیو، مدیریت‌عامل‌اجرایی را به نقش ریاست هلدینگ اضافه کرد، روبرتا سیلوا به عنوان مدیر عامل جدید فلوس منصوب شد.
دو محصول جدید مهم در طول سال ۲۰۲۳ میلادی وارد بازار شدند. سرامیک طراحی و ساخته شده از مواد سرامیکی توسط رونان بورولک. محصول دیگر بیلبوکه است که با همکاری طراح کانادایی، فیلیپ مالوئین ساخته شده است.
در آوریل ۲۰۲۴ میلادی، پس از ۵ سال، رهبری شرکت از روبرتا سیلوا به دانیل لالوند رسید.

## داده‌های اقتصادی
در سال ۲۰۱۶ میلادی این شرکت (با سه واحد تولیدی: خانه، معماری، فضای باز) گردش مالی ۲۰۸٫۴ میلیون یورو (با ۴٫۷ درصد افزایش) را به ثبت رساند. صادرات (در ۷۰ کشور) با ۸ فروشگاه تک برند، ۸۰٪ را به خود اختصاص داده است. در سال ۲۰۱۷ میلادی به ۱۲۱۲٫۵ میلیون یورو درآمد با ابیتدا (حاشیۀ عملیاتی ناخالص) ۵۴٫۳ میلیون رسید. در سال ۲۰۱۸ میلادی گردش مالی ۲۲۵٫۹ میلیون (با افزایش ۵٪) در حالی که ابیتدا ۲۶٪ بود.

## طراحان
از جمله طراحانی که برای فلوس کار کردند و کار می‌کنند عبارتند از: آکیله و پیر جاکومو کاستیلیونی، آنتونیو چیتریو، تیم درهاخ، رودولفو دوردونی، یوریس لارمان، لورین لیون بویم، کنستانتین گرچیچ، کنود هولشر، پیرو لیسونی، جاسپر موریسون، مارک نیوسون، توبیا اسکارپا، فیلیپ استارک، پاتریسیا اورکیولا، مارچلو تسیلیانی، مارسل واندرس، سباستین رانگ. از جمله محصولاتی که فلوس را در سرتاسر جهان معروف کرده است (موزهٔ هنر مدرن در نیویورک، یک منطقۀ کامل از موزه را صرفاً به شرکت ایتالیایی اختصاص داده است) عبارتند از:
- «آرکو»، «تویو»، «تاراکساکوم اس»، «اسنوپی» و «اشپلوگن براو» اثر برادران کاستیلیونی (پیر جاکومو و آکیله).
- «چراغ تاچا»، اثر برادران پیر جاکومو کاستیلیونی و آکیله کاستیلیونی.
- «لامپادینا»، «تاراکساکوم ۸۸» و «جیبیجانا» اثر آکیله کاستیلیونی.
- «کیارا» اثر ماریو بلینی (۱۹۶۷ میلادی).
- «بیاجو» و «گوست» اثر توبیا اسکارپا (۱۹۶۸ میلادی).
- «رومئو مون» و «چراغ آرا» اثر فیلیپ استارک (۱۹۸۸ میلادی).

### جوایز پرگار طلای کسب شده
این شرکت در سال‌های فعالیت خود تاکنون چند پرگار طلا را دریافت کرده است که یکی برای «حرفۀ تجاری» و یکی برای «محصول تجاری» بوده است.
- پرگار طلا در سال ۱۹۷۹ میلادی برای چراغ پارانتزی اثر آکیله کاستیلیونی و پیو مانتسو.
- پرگار طلا در سال ۱۹۹۴ میلادی برای دراپ اثر مارک سدلر.
- پرگار طلا در سال ۱۹۹۵ میلادی برای «حرفۀ تجاری».
- پرگار طلا در سال ۲۰۰۱ میلادی برای می دی اثر کنستانتین گرچیچ.
- پرگار طلا در سال ۲۰۱۱ میلادی برای حرفه، پیرا پتسولو گاندینی.[۲]
- پرگار طلا در سال ۲۰۱۶ میلادی برای اوکی اثر کنستانتین گرچیچ.
- پرگار طلا در سال ۲۰۲۰ میلادی برای اریجمنتز اثر مایکل آناستاسیادس.
- پرگار طلا در سال ۲۰۲۰ میلادی برای «محصول تجاری» برای چراغ آرکو، اثر آکیله و پیر جاکومو کاستیلیونی.
- پرگار طلا در سال ۲۰۲۲ میلادی برای بلت اثر رونان و اروان بورولک.

فلوس همچنین پس از خرید چراغ لومیناتور اثر آکیله کاستیلیونی و پیر جاکومو کاستیلیونی، که در سال ۱۹۵۵ میلادی برندۀ پرگار طلا شده بود (در آن زمان توسط جیلاردی و بارتساگی، میلان تولید می‌شد)؛ تولید آن را ادامه می‌دهد.